# Autrichepolder
De Autrichepolder is een polder ten noorden van Westdorpe in de Nederlandse provincie Zeeland. 

## Geschiedenis
Deze polder is een herdijking van de bij de inundatie ter gelegenheid van het beleg van Antwerpen en Gent tijdens de Tachtigjarige Oorlog  door Alexander Farnese in 1585 verloren gegane landen van Westdorpe. De herdijking werd in 1617 goedgekeurd door landvoogd Albertus van Oostenrijk en zijn vrouw Isabella van Spanje en uitgevoerd ten behoeve van het kapittel van de Onze-Lieve-Vrouwekerk te Antwerpen. Zo kwam deze 568 hectare metende polder in 1620 gereed. Hij lag ten noorden van de Graaf Jansdijk. Langs deze dijk verscheen een nieuw Westdorpe. De Kapittelstraat in de polder verwijst nog naar deze episode, evenals de naam van de polder (Autriche = Oostenrijk).
In 1626 verkocht het kapittel zijn ambachtsrechten aan François Dinghens, die daarmee ambachtsheer werd. Vervolgens kwamen een aantal ambachtsheren van Westdorpe voor, totdat eind 18e eeuw een einde aan deze bestuursvorm kwam.

## Natuurgebied
In 2003 werd in de Autrichepolder een nieuw natuurgebied aangelegd van 32 hectare, oostelijk van de Kapittelstraat. Hier zijn kreken gegraven en treedt kwel op vanuit het nabijgelegen Kanaal Gent-Terneuzen. In 2008 werd hier 40 hectare aan toegevoegd, westelijk van deze straat, wat als weidevogelgebied wordt ingericht. Het gebied, dat beheerd wordt door Staatsbosbeheer, is niet toegankelijk maar vanaf de omliggende wegen goed te overzien.